# L'angelo del dolore
L'angelo del dolore (Sister Kenny) è un film del 1946 diretto da Dudley Nichols e basato sulle memorie dell'infermiera australiana Elizabeth Kenny.

## Trama
Nel 1911, Elizabeth Kenny torna dalla scuola per infermieri di Brisbane, in Australia, a casa sua nel bush del Queensland. Qualche tempo dopo, Elizabeth fa visita a una fattoria per curare una bambina, apparentemente paralizzata, in agonia. Attraverso un'attenta osservazione, Elizabeth si rende conto che la paziente non è paralizzata: i suoi muscoli, diventati "alienati", sono in stato di “spasmo”. Dopo che gli arti sono stati avvolti da bende calde e "rieducati", la piccola si riprende completamente. Elizabeth si reca dal dottor McDonnell: in ospedale è inorridita nell'apprendere che la paralisi infantile può essere una malattia mortale, e che il trattamento standard è l'immobilizzazione con stecche di legno. McDonnell crede che Elizabeth abbia scoperto un modo completamente nuovo di trattare la poliomielite e la presenta all’anziano dottor Brack, vero e proprio luminare della materia. Brack si fa beffe del linguaggio non convenzionale di Elizabeth e rifiuta di considerare la possibilità che la scienza possa essersi sbagliata. McDonnell suggerisce allora alla donna di occuparsi dei casi a cui i medici rinunciano. Elizabeth “Sorella” Kenny metterà su una clinica per poliomielitici e inizierà una lotta perché la sua tecnica empirica sia riconosciuta dalla medicina ufficiale.

## Produzione
Il film fu prodotto dalla RKO Radio Pictures.

## Distribuzione
Distribuito dalla RKO Radio Pictures, il film fu presentato in prima a New York il 29 settembre 1946.

## Riconoscimenti
- 1947 - Golden Globe
  - Migliore attrice in un film drammatico a Rosalind Russell
- 1947 - Premio Oscar
  - Candidatura Miglior attrice protagonista a Rosalind Russell